# Atfalati
Los Atfalati son una tribu amerindia, división de los Kalapuya quienes en sus territorios inicialmente fueron las colinas alrededor de Forest Grove, Oregon y las orillas e inmediaciones del lago Wappato. Es posible que la tribu haya habitado tierras de hasta el este de la actual Portland, Oregón.
Después de su traslado a la Reserva India de Grand Ronde el número de afiliados a la tribu ha menguado hasta unos 20. Poco se sabe de las costumbres ancestrales de los Atfalati. Su idioma fue estudiado por Albert Samuel Gatschet, y la mayor parte de la lengua Kalapuyan viene del dialecto Atfalati.
- Datos: Q1256969